# رالف إيفانز (متسابق يخت)
رالف إيفانز (بالإنجليزية: Ralph Evans)‏ هو متسابق يخت أمريكي، ولد في 7 فبراير 1924 في نيويورك في الولايات المتحدة، وتوفي في 23 يوليو 2000 في دارين في الولايات المتحدة.

## وصلات خارجية
- رالف إيفانز على موقع الاتحاد الدولي للملاحة الشراعية (موقع قديم) (الإنجليزية)
- رالف إيفانز على موقع اللجنة الأولمبية الدولية (الإنجليزية)
- رالف إيفانز على موقع أوليمبيديا (الإنجليزية)